# Huskeberget
Huskeberget är ett naturreservat i Torsby kommun i Värmlands län.
Området är naturskyddat sedan 2014 och är 30 hektar stort. Reservatet omfattar berget med detta namn och består av grandominerad naturskog.